# 299
Період тетрархії у Римській імперії. У Китаї править династія Західна Цзінь, в Японії триває період Ямато. У Персії править династія Сассанідів.
На території лісостепової України Черняхівська культура. У Північному Причорномор'ї готи й сармати.

## Події
- Галерій укладає мир із персами, який протримається 40 років. За договором границя встановлена по Тигру, перси визнають право римлян на Вірменію і Північну Месопотамію.
- На честь переможного походу проти персів Галерій розпочинає будівництво Арки Галерія в Салоніках.